# Luz III
Luz III es el tercer disco de la cantante española Luz Casal, puesto a la venta en 1985.

## Temas
1. Voy a por ti - 4:44
2. Hechizado - 4:05
3. Rufino - 4:31
4. Una décima de segundo - 3:30
5. Entre la espada y la pared - 3:27
6. Vives del cuento - 4:02
7. Nunca más - 4:10
8. Jazmín - 3:45
9. Deseo en silencio - 4:30

## Sencillos
- "Voy a por ti"
- "Rufino"
- "Hechizado"

- Datos: Q5984993